# 李昇明
李昇明，梁郡下邑县（今安徽省砀山县）人，北周、隋朝官员。
李昇明的曾祖父李先之，担任北魏淮南郡守。祖父李静，担任南青州刺史。其父李彦在西魏担任兵部尚书，封平阳县伯。李昇明嗣爵，年轻时历任显职。北周时担任使持节车骑大将军、仪同三司，大象末年，担任太府中大夫、仪同大将军。隋朝建立后，历任尚书左丞、司农卿、太府卿、康始渭齐邓兖六州诸军事六州刺史，封邹县公，官至齐州刺史。其子李仁政，官至长安县长。李渊起兵攻克长安县，李仁政罪获被诛。